# Pachydactylus atorquatus
Pachydactylus atorquatus este o specie de șopârle din genul Pachydactylus, familia Gekkonidae, descrisă de Rudolf Bauer, Mirko Barts și Felix Hulbert în anul 2006. Conform Catalogue of Life specia Pachydactylus atorquatus nu are subspecii cunoscute.